# Enterprise (Virginia Occidentale)
Enterprise è un census-designated place (CDP) degli Stati Uniti d'America, situato nello stato della Virginia Occidentale, nella contea di Harrison. La popolazione era di 1 218 abitanti al censimento del 2023.